# Constante de Gauss
En mathématiques, la constante de Gauss, notée G, est l'inverse de la moyenne arithmético-géométrique de 1 et de la racine carrée de deux,, :
{\displaystyle G={\frac {1}{M(1,{\sqrt {2}})}}\approx 0{,}8346268}.
L'éponyme de cette constante est le mathématicien allemand Carl Friedrich Gauss (1777-1855) car il a découvert le 30 mai 1799,,, à Brunswick que :
{\displaystyle G={\frac {2}{\pi }}\int _{0}^{1}{\frac {{\rm {d}}x}{\sqrt {1-x^{4}}}}}.

## Relation avec d'autres constantes
La constante de Gauss peut être exprimée grâce à la valeur de la fonction bêta en (1/4, 1/2) :
{\displaystyle G={\frac {1}{2\pi }}\mathrm {\mathrm {B} } \left({\frac {1}{4}},{\frac {1}{2}}\right)}
soit encore, grâce à la valeur de la fonction gamma en 1/4 :
{\displaystyle G=\Gamma {\Bigl (}{\frac {1}{4}}{\Bigr )}^{2}/(2\pi )^{3/2}}
et puisque {\displaystyle \pi } et {\displaystyle \Gamma (1/4)} sont algébriquement indépendants, la constante de Gauss est transcendante.

### Constantes de la lemniscate
La constante de Gauss peut être utilisée dans la définition des constantes de la lemniscate.
- La première est
{\displaystyle L_{1}=\pi G={\frac {L}{2}}}
où {\displaystyle L={\frac {\left(\operatorname {\Gamma } (1/4)\right)^{2}}{\sqrt {2\pi }}}} est la longueur de la lemniscate de Bernoulli de paramètre {\displaystyle a=1}.
- La seconde est
{\displaystyle L_{2}={\frac {1}{2G}}}.

## Autres formules
La constante de Gauss peut également s'exprimer grâce à la fonction thêta de Jacobi :
{\displaystyle G=\vartheta _{01}^{2}({\rm {e}}^{-\pi })}.
Une série rapidement convergente vers la constante de Gauss est :
{\displaystyle G={\sqrt[{4}]{32}}~{\rm {e}}^{-{\frac {\pi }{3}}}\left(\sum _{n=-\infty }^{\infty }(-1)^{n}{\rm {e}}^{-2n\pi (3n+1)}\right)^{2}}.
La constante est aussi donnée par un produit infini :
{\displaystyle G=\prod _{m=1}^{\infty }\tanh ^{2}\left({\frac {\pi m}{2}}\right)}.
La constante de Gauss a pour fraction continue [0; 1, 5, 21, 3, 4, 14, …].